# David Dewhurst
David Henry Dewhurst, né le 18 août 1945 à Houston (Texas), est un homme d'affaires et politique américain membre du Parti républicain. Il est Land Commissioner du Texas entre 1999 et 2003 puis lieutenant-gouverneur entre 2003 et 2015.
Homme d'affaires, sa fortune personnelle est estimée a plus de 200 millions de dollars. En 2012, il se présente à l'investiture républicaine pour le poste de sénateur laissé vacant par Kay Bailey Hutchison mais est battu par Ted Cruz.